# 15e corps d'armée de montagne (Allemagne)
Pour les articles homonymes, voir 15e corps d'armée.
Le 15e corps d'armée de montagne (en allemand : XV. Gebirgs-Armeekorps) était un corps d'armée de l'armée de terre allemande: la Heer au sein de la Wehrmacht pendant la Seconde Guerre mondiale.

## Hiérarchie des unités
| Nom          | Nbre d'hommes       | Unités subalternes                | Grade de commandement                 |
| ------------ | ------------------- | --------------------------------- | ------------------------------------- |
| Heeresgruppe | + 300 000           | 2 à + Armeen (Armées)             | Generaloberst ou Generalfeldmarschall |
| Armee        | + 100 000 - 300 000 | 2 à + Armeekorps (Corps d'armées) | General ou Generaloberst              |
| Armeekorps   | + 30 000 - 80 000   | 2 à + Divisionen (Division)       | Generalleutnant ou General            |
| Division     | + 10 000 – 20 000   | 2 à 6 Brigaden (Brigade)          | Generalmajor ou Generalleutnant       |
| Brigade      | + 3 000 – 5 000     | jusqu'à 3 Regimentern (Régiment)  | Oberst ou Generalmajor                |

## Historique
Le XV. Gebirgs-Armeekorps est formé à partir du Befehlshaber der Deutsches Truppen in Kroatien en août 1943.

Il part pour la Croatie en début 1944.

## Organisation

### Commandants successifs
| Date                              | Grade                     | Commandant       |
| --------------------------------- | ------------------------- | ---------------- |
| 25 août 1943 - 10 octobre 1943    | General der Infanterie    | Rudolf Lüters    |
| 1er novembre 1943 - 1er août 1944 | General der Infanterie    | Ernst von Leyser |
| 1er août 1944 - 8 mai 1945        | General der Panzertruppen | Gustav Fehn      |

### Chef des Generalstabes
| Date                       | Grade          | Commandant        |
| -------------------------- | -------------- | ----------------- |
| 15 août 1943 - 25 mai 1944 | Oberst         | Werner Pfafferott |
| 25 mai 1944 - Mai 1945     | Oberstleutnant | Eberhard Einbeck  |

### 1. Generalstabsoffizier (Ia)
| Date                              | Grade | Commandant                 |
| --------------------------------- | ----- | -------------------------- |
| 15 août 1943 - 10 juillet 1944    | Major | Johann Berger              |
| 10 juillet 1944 - 25 février 1945 | Major | Hans-Friedrich Eisenschenk |
| 25 février 1945 - Mai 1945        | Major | Johannes Wagner            |

## Théâtres d'opérations
- Balkans : août 1943 - Mai 1945

## Ordre de batailles

### Rattachement d'Armées
| Date      | Armée          | Groupe d'Armées |
| --------- | -------------- | --------------- |
| 1943      |                |                 |
| Septembre | 2. Panzerarmee | Heeresgruppe F  |
| 1944      |                |                 |
| Janvier   | 2. Panzerarmee | Heeresgruppe F  |
| 1945      |                |                 |
| Janvier   | Heeresgruppe E | Heeresgruppe F  |
| Avril     | -              | Heeresgruppe E  |

### Unités subordonnées
15 octobre 1943
- 4. kroat. Jäger-Brigade
- III. kroatisch Korps
- II. kroatisch Korps
- 373. Infanterie-Division (kroatisch)
- 369. Infanterie-Division (kroatisch)
- SS-Freiw. Geb. Div. "Prinz Eugen"
- 264. Infanterie-Division
- 114. Jäger-Division

1er décembre 1943
- 1. Kosaken-Division
- 373. Infanterie-Division (kroatisch)
- 371. Infanterie-Division
- 264. Infanterie-Division
- 114. Jäger-Division

1er janvier 1944
- 1. Kosaken-Division
- 373. Infanterie-Division (kroatisch)
- 371. Infanterie-Division
- 264. Infanterie-Division
- 114. Jäger-Division	B

17 mai 1944
- 264. Infanterie-Division
- 373. Infanterie-Division (kroatisch)
- 392. Infanterie-Division (kroatisch)

1er août 1944
- 264. Infanterie-Division
- 373. Infanterie-Division (kroatisch)
- 392. Infanterie-Division (kroatisch)

16 septembre 1944
- 264. Infanterie-Division
- 373. Infanterie-Division (kroatisch)
- 392. Infanterie-Division (kroatisch)

1er mars 1945
- 373. Infanterie-Division (kroatisch)
- 392. Infanterie-Division (kroatisch)

## Sources
- (de) XV. Gebirgs-Armeekorps sur lexikon-der-wehrmacht.de